# إقليم هاوكس باي
إقليم هاوكس باي (بالإنجليزية: Hawke's Bay)‏ هو أقليم في نيوزيلندا، بلغ عدد سكانه 166,368 نسمة وذلك حسب إحصائيات سنة 2018، عاصمته نيبيار، تبلغ مساحته 14,111 كيلومتر مربع.

## الموقع
يشترك في الحدود مع:
- إقليم خليج بانتي
  - ماناواتو - وانجانوي
  - إقليم جيسبورن  [لغات أخرى]‏
  - إقليم وايكاتو.